# Newtonia hildebrandtii
Newtonia hildebrandtii är en ärtväxtart som först beskrevs av Wilhelm Vatke, och fick sitt nu gällande namn av Antonio Rocha da Torre. Newtonia hildebrandtii ingår i släktet Newtonia och familjen ärtväxter. Inga underarter finns listade i Catalogue of Life.

## Bildgalleri

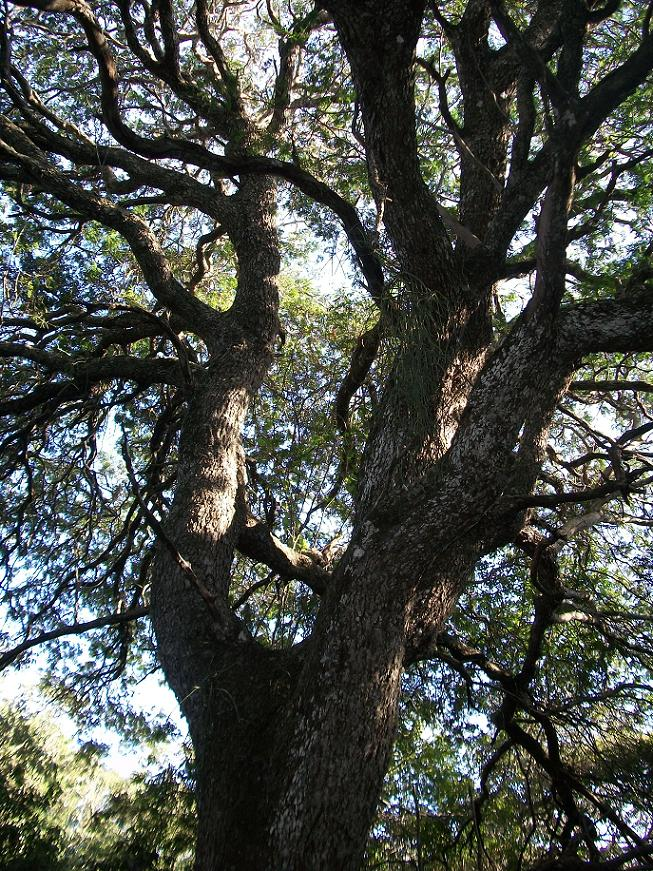